# Turania
Turania és un comune (municipi) de la província de Rieti, a la regió italiana del Laci, situat a uns 50 km al nord-est de Roma i a uns 30 km al sud-est de Rieti. A 1 de gener de 2019 la seva població era de 230 habitants.
Turania limita amb els següents municipis: Carsoli, Collalto Sabino, Collegiove, Pozzaglia Sabina i Vivaro Romano.